# Aeroportul Regional Joplin
Aeroportul Regional Joplin (IATA: JLN, ICAO: KJLN, FAA LID: JLN) este un aeroport din Missouri, Statele Unite ale Americii ce deservește zona Joplin⁠(d). Aeroportul a fost tranzitat în 2019 de 96.010 pasageri. A fost numit după zona deservită.
Situat la o altitudine de 299 m, aeroportul dispune de 3 piste.

## Infrastructură

### Piste
Aeroportul dispune de 3 piste: 
- pista 05/23 din asfalt, cu dimensiunile 3.604 picioare × 75 picioare
- pista 13/31 din asfalt, cu dimensiunile 6.501 picioare × 150 picioare
- pista 18/36 din asfalt, cu dimensiunile 6.500 picioare × 100 picioare